# Asianidia mesasiatica
Asianidia mesasiatica är en insektsart som först beskrevs av Dubovsky 1966.  Asianidia mesasiatica ingår i släktet Asianidia och familjen dvärgstritar. Inga underarter finns listade i Catalogue of Life.